# Califórnia (filme)
Califórnia é um filme brasileiro de drama dirigido por Marina Person lançado pela Vitrine Filmes em 3 de dezembro de 2015, marcando a estreia de Person na direção de filmes ficcionais.

## Sinopse
Estela é uma adolescente do início dos anos 80, que vive os conflitos típicos da idade, de descobrimento sexual e de convivência social. Ela possui um ídolo, o tio Carlos, jornalista musical que vive nos Estados Unidos, e o maior sonho da menina é visitá-lo na Califórnia, durante as férias. No entanto, seus planos vão por água abaixo quando ela descobre que é ele quem está voltando para o Brasil com problemas pessoais.

## Elenco
Compõem o elenco do filme: 
| Ator                  | Personagem         |
| --------------------- | ------------------ |
| Aren Gallo            | Estela             |
| Caio Horowicz         | JM                 |
| Caio Blat             | Carlos             |
| Giovanni Gallo        | Xande              |
| Letícia Fagnani       | Joana              |
| Livia Gijon           | Alessandra         |
| Virginia Cavendish    | Cris               |
| Paulo Miklos          | Beto               |
| Gilda Nomacce         | Denise             |
| Pedro Goifman         | Felipe             |
| Gustavo Rosa de Moura | Professor de físca |
| Ivo Müller            | Maneco             |
| Francisco Guarnieri   | Chiko              |

## Recepção
Rodrigo Fonseca, do portal Omelete, elogiou o filme anotando que: "entre belezas e imperfeições, filme marca a elegante estreia de Marina Person como diretora de ficção".
Cássio Starling Carlos, do jornal Folha de S.Paulo, elogiou a direção de Marina dizendo que "a diretora explora as possibilidades não do autorretrato, mas do retrato a partir de si, e é cautelosa para evitar que o resultado seja comprometido pelo excesso de narcisismo".
Carlos Helí de Almeida, do jornal O Globo, disse que "do figurino à trilha sonora [...], tudo sente saudades daquele período, por mais que estejam associados à despedida da ditadura militar e ao surgimento da Aids. Embora sem grandes arroubos de originalidade, o universo das descobertas juvenis ganha uma recriação agradável".

## Trilha sonora
Compõem a trilha sonora do filme:
- Blitz - "Você Não Soube Me Amar"
- Joy Division - "Transmission"
- The Cure - "The Caterpillar"
- New Order - "Temptation"
- Titãs - "Sonífera Ilha"
- Titãs - "Não vou me adaptar"
- The Cure - "Killing an Arab"
- David Bowie - "Five Years"
- Kid Abelha - "Como Eu Quero"
- New Order - "Ceremony"
- Cocteau Twins - "Beatrix"
- Metrô  - "Beat Acelerado"